# Muntanyes Xin
Les muntanyes Xin (Chin Hills) són una serralada muntanyosa habitada per grups tribals al nord-oest de Birmània en una àrea d'uns 20.720 km². Forma un paral·lelogram de 240 km de llarg amb una amplada d'entre 150 i 200 km. Té al nord Manipur; a l'oest les muntanyes Lushai (Mizoram) i al sud l'Arakan; a l'est es troba la resta de l'estat Xin. Les muntanyes Xin arriben fins a Manipur i arrenquen de la serralada de l'Arakan (Arakan Yoma). El pic més alt és el Khovumtung o Khonumthung (Mont Victòria) amb 3.053 metres, al sud de l'estat Xin. Són coneguts també com a muntanyes Zotang o Lentang Mualdung i hi viuen els poble xin i zomi.
La zona fou sotmesa entre 1886 i 1890. Els xins van fer incursions contra els britànics a partir del 1888 instigats pel príncep rebel Shwegyobyu (que el 1889 es va refugiar en aquest territori) i el sawbwa (príncep) xan de Kale. El 1889-1890 els britànics van fer una expedició contra els xins i es va establir una posició a Haka; el 1891-1892 fou ocupada Falam i el juliol de 1892 es van crear els Chin Hill Tracts, fins llavors formats per dos administracions. La capital es va establir a Falam. L'octubre de 1892 es va produir una embuscada dels xins i a la primavera següent els britànics van enviar tropes que van confiscar les armes i van capturar als caps principals, i alguns es van rendir. El 1894-1895 es va fer el mateix amb el hakes i les tribus del sud i el 1895-1896 amb els tashons i les tribus del centre. El 1896 es va poder retirar la guarnició i el territori fou declarat part de Birmania i sotmès a la Chin Hills Regulation de 1896. El 1897 es va crear el Pakokku Chin Hills Tract separat del districte de Pakokku sota un superintendent assistent. El 1899 es va descobrir que s'havien rearmat secretament i foren altre cop desarmats (1900).